# 陳有福
陳有福（罗马拼音：Tan Joe Hok，1937年8月11日—2025年6月2日），印尼语名亨德拉·卡塔內加拉（Hendra Kartanegara），印尼前羽球運動員，他與費里·宋尼維爾和一群優秀的雙打選手一起為印尼羽球王朝打下基礎，於1958年湯姆斯盃擊敗當時常勝軍馬來亞隊。
陳有福住在萬隆，直到他讀完高中。他在美國德克薩斯州貝勒大學獲得化學和生物學學位。他是第一位贏得全英羽球錦標賽冠軍的印尼人（1959年男子單打），也是第一位贏得亞運會金牌的印尼人（1962年在主場）。他在1959年和1960年連續贏得了美國羽球公開賽和加拿大羽球公開賽男子單打冠軍。他在羽球領域取得了許多其他值得注意的成就，無論是作為球員還是教練，尤其是1958年、1961年和1964年印尼贏得湯姆斯盃（男子國際團體賽）冠軍時在單打項目上獲得全勝。
他於1965年與前羽球運動員Goei Kiok Nio結婚，他們有兩個孩子。陳有福難以在印尼獲得公民身份，因為在美國支持的種族主義蘇哈托獨裁統治期間，他無法獲得SBKRI，這是非土著人特別是華裔印尼人的強制性文件。他說：「我們向海外移民並不難，但我們不想這樣做，因為我們是印尼人。即使海外下黃金雨，我們也會留在這裡，這塊印尼人血淚統灑過的土地。」